# Gustaf Abels

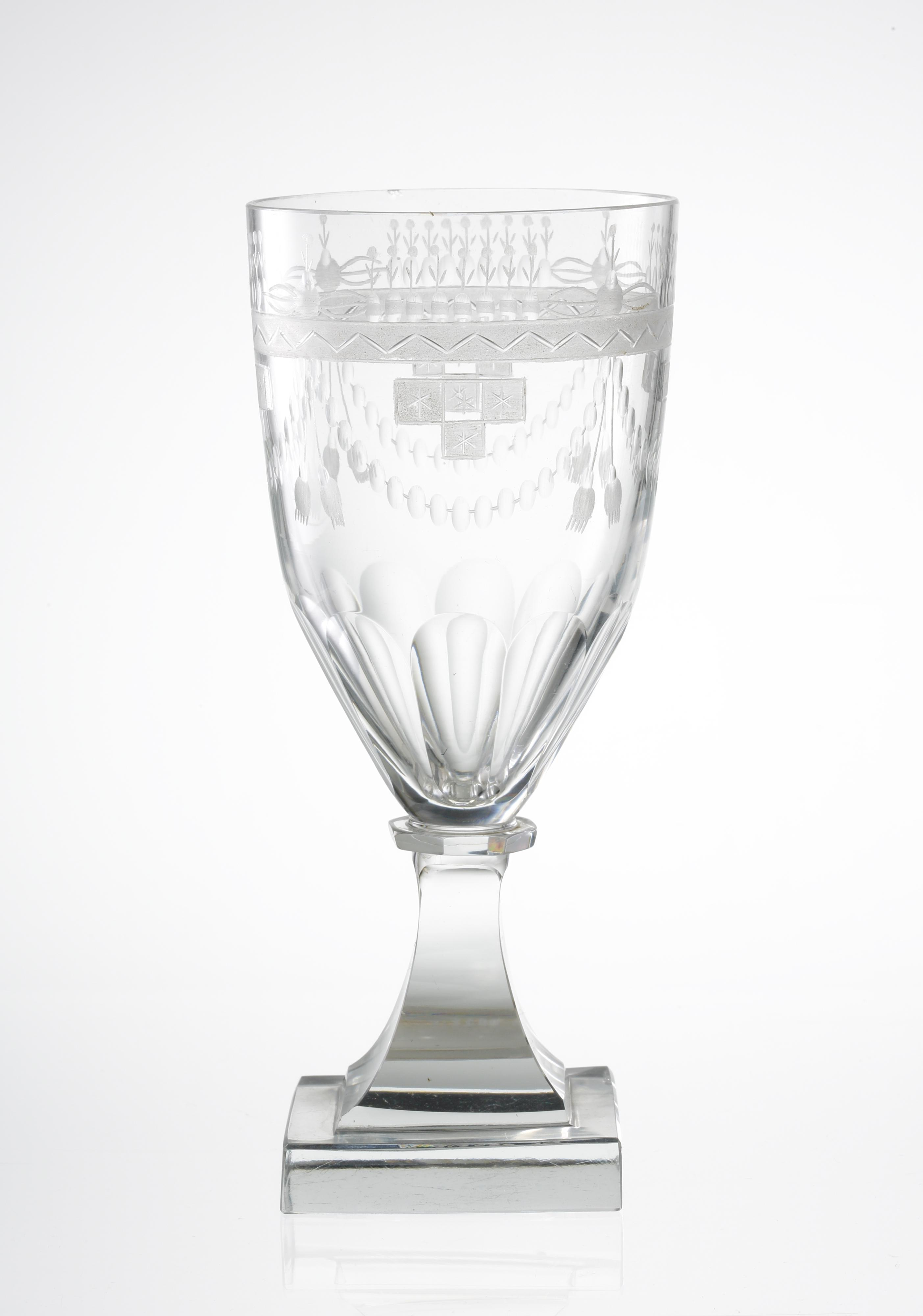
Rödvinsglas på fot graverat av Gustaf Abels för Orrefors, 1915

Gustaf Abels, född Gustaf Vilhelm Abelsson 4 december 1893 i Ekeberga församling, död 7 januari 1974 i Hälleberga församling, var en svensk formgivare och gravör verksam vid Orrefors Glasbruk 1915-1959.
Abels belönades vid Parisutställningen 1925. Han var först verksam vid Kosta, men flyttade 1915 till Orrefors glasbruk, där han arbetade efter ritningar av Simon Gate och Edward Hald.
Abels har fått en gata i Orrefors uppkallad efter sig, Gustav Abels väg. Han gifte sig 7 november 1925.